# 轟轟戦隊ボウケンジャーの装備・戦力
轟轟戦隊ボウケンジャーの装備・戦力では、特撮テレビドラマ『轟轟戦隊ボウケンジャー』に登場する架空の装備について記述する。

## 冒険装備
総称は書籍『轟轟戦隊ボウケンジャー超全集 上巻』より。

### 冒険ツール
総称は書籍『轟轟戦隊ボウケンジャー超全集 上巻』より。
アクセルスーツ
ボウケンジャーがミッション遂行中、生身では危険な状態と判断した際に装備する特殊スーツ。衝撃の85%パーセントを吸収するSGSファイバー製。アクセルラーまたはゴーゴーチェンジャーを使用することで瞬時に装着する。各メンバーごとにスーツの色は異なり、視認がしやすい配慮がなされている。胸にはボウケンジャーのマークが描かれている。各メンバーの対応するゴーゴービークルに搭載されたパラレルエンジンからパワーの供給を受けており、アクセルスーツ装備時は常人の約20倍の腕力・ジャンプ力・脚力が得られる。しかし生身に掛かる負荷は絶大なものがあり、特殊な訓練を積んだボウケンジャーのメンバー以外に使用することは不可能。本人以外は使用できないためのセキュリティシステムとして、使用者のDNAデータが記録されている。ゴードムエンジン登場当初は、その影響によってゴーゴービークルからのエネルギー供給システムに干渉し、遮断されていたが、後に各ビークルのエンジンを新型のネオパラレルエンジンにバージョンアップした。そのため、登場当初からネオパラレルエンジンのパワー供給を受けていたボウケンシルバーのスーツと同様に、ゴードムエンジンによる供給妨害を防ぐことが可能となった。マスクにはジャミング機能もあり、悪影響のある音域をカットできる。
- デザインは、シリーズで初めて首から足まで白いラインとなっているのが特徴である。

| 名称             | パンチ力        | キック力        | ジャンプ力   | 走力               |
| ---------------- | --------------- | --------------- | ------------ | ------------------ |
| ボウケンレッド   | 約1.7 t[7][8]   | 約5.5 t[7][8]   | 13 m[出典 1] | 100 m6.2秒[7][8]   |
| ボウケンブラック | 約1.5 t[9][10]  | 約5 t[出典 2]   | 13 m[出典 1] | 100 m5.1秒[9][10]  |
| ボウケンブルー   | 約1.4 t[11][12] | 約5 t[出典 2]   | 15 m[11][12] | 100 m5.6秒[11][12] |
| ボウケンイエロー | 約1.2 t[13][14] | 約3.5 t[13][14] | 10 m[13][14] | 100 m6.8秒[13][14] |
| ボウケンピンク   | 約1 t[15][16]   | 約4 t[15][16]   | 14 m[15][16] | 100 m6.5秒[15][16] |
| ボウケンシルバー | 約1.6 t[17][18] | 約5.6 t[17][18] | 13 m[17][18] | 100 m6.0秒[17][18] |
冒険ケータイ アクセルラー
ボウケンジャーの初期メンバーが持つ、携帯電話型の変身アイテムであり、同時に他にも下記のような多数の機能を持つ。各自変身前はジャケット左腕（上腕部）のホルダーに収納し、ボウケンジャーへの変身後はベルトの腰の部分に格納される。そのため、収納部は変身後の弱点となっている。
画面部分とプッシュ部分が中央の軸で繋がっており、通話時とコマンド入力時は画面部分が180度回転して通話機状態になる。コマンド入力は対応するボタンを押した後、下部に付いている円盤ゴーゴータービンを勢い良く回転させることで実行される。ボウケンジャーへの変身時は、一番上の列の星のマークのボタンを入力後、ゴーゴータービンを回転させることで変身する。変身する際の掛け声は「（レディ！ ボウケンジャー、）スタートアップ！」。
ゴーゴータービンはどのような方法で回転させてもよく、通常変身時の「左腕の上でアクセルラーを滑らせる」、ビークル搭乗時の「指で弾く」以外にも、「地面の上を滑らせる」や「敵の剣をタービンの部分で受け、弾き返す勢いを利用する」など、様々な方法が用いられる。
予備のアクセルラーはないため、故障したり破壊された場合は、修理が終わるまでは使用できない。
その他の機能
- サーチモード：遺跡探索においてトラップなどの安全確認、プレシャスの危険度（ハザードレベル）の測定などができる。画面部分を90度回転させて使用。ボウケンライトを照射して暗号解読することも可能。
- コマンドモード：ゴーゴービークルの遠隔操作、ダイボウケン・スーパーダイボウケン・アルティメットダイボウケン・ダイタンケンの合体時・轟轟武装時の指示入力装置として使用。ビークル搭乗時はボウケンドライバーの専用マウントにセットしてコマンド入力する。また、各種ロボのシステムダウンや再起動の際にも使われる。

スコープショット
全員が所持する万能ツール。倍率調整可能。高性能スコープとしてサバイバスターにセットすれば、命中率が上がる。その他の用途としてウインチのクローアンカー、鉤縄のショットアンカー、小型パラシュート、磁石式ワイヤーのマグネアンカー、ナイフ、信号弾シグナルショット、赤外線装置、熱源探知機、映像記録機などがある。また、変身前の手持ち武器としても運用される。
『海賊戦隊ゴーカイジャー』第21話でも、力を失った明石が所持・使用していた。
ボウケンドライバー
全ゴーゴービークル共通のコントロールユニット。通常はアタッシェケースのような形をしており、ゴーゴービークルのコックピットにセットすることでハンドル・コントロールレバーが立ち上がり、右横から出るホルダーにアクセルラーをセットすることでゴーゴービークルの機能が起動する。また、1台のゴーゴービークルにセットすることで他のビークルを遠隔操作することも可能。ボウケンジャー各員にひとつずつ用意されている他、予備も存在する。普段は牧野工房の棚に置いてあり、出動中はスイッチを押すことでボウケンジャーの元に飛んで行く。ドライバーがなければビークルを起動できないため、ビークルが部外者に悪用されないためのセキュリティシステムの役目も担う。ロボ合体時には、ビークルからドライバーを外し、集合コクピットで改めてセットする。
ボウケンチップ
ボウケンジャーのマークをかたどった円いメダル。アクセルラーのサーチモードでボウケンライトを照らすと暗号化されたメッセージを読み取ることができる。また、投げつけて使うなど用途は様々である。
プレシャスボックス
プレシャスを持ち帰るための箱。通常はプレート状だが、上にプレシャスを載せると自動で展開しこれを格納する。サージェスのメンバー以外に開けることは出来ない。巨大ロボ用のものもある。
『海賊戦隊ゴーカイジャー』第21話でも、明石が黄泉の心臓を収納するために使用した。
水中潜行装備
水中用の小型モーターを内蔵した高性能推進メカ。深海を高速で進むことが可能。Task.1でブラックとイエローが海底のゴードム神殿に潜入した際に使用。

### 冒険武装
総称は書籍『轟轟戦隊ボウケンジャー超全集 上巻』より。
サバイバスター
初期メンバーが持つ標準装備の万能武器。ベルトの右側にはめ込んで携行する。小型のパラレルエンジンを内蔵。エネルギー光弾を毎秒15発発射できるハイパワービームガン形態のほか、スコープショットをセットしサバイバスター・スナイパーモードにすることも可能で、5人による一斉射撃はクライマックスシュートと呼ばれる。
サバイブレード
サバイバスターのグリップ部分を回転させ真っすぐにし、刀身を出すことで超振動を起こすサバイバルナイフ形態。
サバイブレードを使用した合体技として、シルバーが空中回転して敵をキック→ブラックとブルーがシルバーの肩を踏み台にして回転ジャンプし、敵の手前で地面を一回転してから敵をキック→ブラックとブルーが敵を羽交い絞めにし、イエローとピンクがジャンプしてサバイブレードで斬りつけるコンビネーションアタックがある。また、レッドはサバイブレードを使い、本来はボウケンジャベリンの技であるレッドゾーンクラッシュを放ったこともある。
アクセルテクター
Task.7から使用。プレシャス「サラマンダーの鱗」の力を転用して完成した、アクセルスーツの強化プロテクター。これを装着することによりデュアルクラッシャーの衝撃に耐えられるようになり、戦闘力や防御力も上昇する。6人全員が装備可能だが、プレシャスの性能を転用していることもあり1つしか存在せず、1度に1人のみしか装着することができない。楕円形の円盤状態で転送され、胸に当てることで胸部と肩にアーマーが展開する。
初使用となったTask.7では、「サラマンダーの鱗」がリュウオーンに奪われたため最終テストを行えなかったが、鱗を取り戻したレッドがぶっつけ本番で使用した。
基本的にデュアルクラッシャーの使用者が装備するが、『獣拳戦隊ゲキレンジャーVSボウケンジャー』では単純に戦力強化の目的でボウケンレッドが使用した。

### ボウケンアームズ
ゴーゴービークルのエネルギーを受けて威力を発揮する強力な武器。ボウケンジャーのメンバーそれぞれの個性に合わせてあり、各アクセルスーツのヘルメット額のライト部から転送される。ビークルと同型の小型パラレルエンジンを内蔵。
ボウケンボー / ボウケンジャベリン
ゴーゴーダンプに対応したボウケンレッド専用のスパナタイプのロッド型武器。超硬質金属製で、先端のマジックハンドで敵を挟みつけることができる。また、展開した先端から刀身を出すと槍型の武器・ボウケンジャベリンとなり破壊力が増す。さらに、パラレルエンジンのエネルギーを最大稼働させることにより、敵を一刀両断するレッドゾーンクラッシュやジャベリンを一回転させてから敵に切りつけるジャベリンクラッシュといった強力な技を放つことが可能。
ラジアルハンマー
ゴーゴーフォーミュラに対応したボウケンブラック専用の大型パワーハンマー。ゴーゴーフォーミュラの瞬発力をトレースしており、2tの圧力で敵を殴るだけでなく、ブーメランのように投擲し、遠方の複数の敵を倒すこともできる。さらに、パラレルエンジンのエネルギーを最大稼働させることにより、敵を空中に殴り飛ばしてからさらに地面に叩きつけるスリップストリームハンマーや敵を2連続で殴りつけるハンマーブレイク、ハンマーを体の前で旋回させてエネルギーを溜めてから投げつけるライトニングアタックや、ハンマーを一気に振り下ろすハンマーダイナマイト、落ちてくる敵を横スイングで殴り飛ばすブラックハンマーノックといった強力な技を放つことが可能。
ブロウナックル
ゴーゴージャイロに対応したボウケンブルー専用のグローブ型武器。拳の部分に超強力モーターを持つ特殊なタービンが付いており、最大風速80メートルの旋風を起こして敵を吹き飛ばすほか、地面に向けると風圧によって空中を浮遊することができる。高高度から落下した際のエアクッションの役割も果たす。さらに、パラレルエンジンのエネルギーを最大稼働させることにより、ナックルキャノンという強力な技を放つことが可能。
バケットスクーパー
ゴーゴードーザーに対応したボウケンイエロー専用のバケット（油圧ショベルなど）を模した爪状の武器。握力を約500キログラムに増大させ、攻撃だけでなく発掘作業にも活用される。両手に装着しそのまま敵を殴りつけるほか、大岩を投げつけたり、岩壁を叩いて落ちてきた岩を弾き飛ばし攻撃することもできる。さらに、パラレルエンジンのエネルギーを最大稼働させることにより、スクーパーファントムという強力な技を放つことが可能。
ハイドロシューター
ゴーゴーマリンに対応したボウケンピンク専用の水圧銃。毎秒90リットルの強烈な水流（地形に水があると威力が上がる）や、水以外にも熱湯や消火液など様々な液体を放つ。さらに、パラレルエンジンのエネルギーを最大稼働させることにより、シューターハリケーンという強力な攻撃技を放つことが可能。
デュアルクラッシャー
Task.7から登場。ゴーゴードリルとゴーゴーミキサーに対応した銃火器。
サバイバスターの10倍以上のパワーがあるが発射時の反動が大きく、アクセルテクターを装着しないとまともに命中させることができない。
5人の力が結集しないと成功しない場合もあり、リュウオーンに2度も弾き返されたり、風のスーパーシズカに放った際にも致命傷を与えるには至らなかった。デスペラート戦ではネオパラレルエンジンが封印されている最中、唯一使える武器として、真墨が手にして参戦。暁を除く、変身前の5人で使用して（射手は真墨が担当）反動で吹き飛びながらもデスペラートを倒すことに成功している。
ミキサーヘッド
ゴーゴーミキサーに対応したモード。ハイパーコンクリートにより敵の動きを止める拘束ビームなどを放つ。
ドリルヘッド
ゴーゴードリルに対応したモード。ドリルの形をしたドリルビームを発射する。デュアルクラッシャー登場後は、こちらが等身大戦での必殺技として使われる。
ミキサーヘッドで動きを封じた相手をドリルヘッドで殲滅する戦法をコンビネーションクラッシュと呼ぶ。劇場版では、サガスナイパーショットと同時に放つコンビネーション・クラッシュを使用した。

### ボウケンシルバーの専用装備
ゴーゴーチェンジャー
通信機能を備えた映士専用の腕時計型の冒険ブレス。常に左手首に付けていて、変身後も左腕に露出する。通常はカバーが付いており、コマンド入力時はカバーを開いた状態になる。ボウケンシルバーへの変身時は文字盤を押すことで変身する。変身する際の掛け声は「（ゴーゴーチェンジャー、）スタートアップ！」。また、ゴーゴービークルの発進やサイレンビルダーへの合体は、対応するボタンを押した後回転ベゼルでビークルを選択し、文字盤を押すことで実行する。設定上、アクセルラーと同等の機能を持つ。
サガスナイパー
ゴーゴーファイヤーに対応したボウケンシルバー専用の武器。厚さ45センチメートルの鋼鉄をも撃ち抜くビームを毎秒30発発射可能な銃型のスナイパーモードから先端に刃のついた金属探知機型のサガスモード（サガスピア）に変形する。サガスモードは敵の位置やプレシャスの探知ができ、捕らえた時には「ヒット（Hit）！」という音声が出る。また、スナイパーモード時は光線を放つサガストライク、サガスモード時は二振りの斬撃を重ねて光刃を放つサガスラッシュ、パラレルエンジンのエネルギーを最大稼働させることにより、スナイパーガトリングという強力な技を放つことが可能。映士はかつて錫杖を手にしていたように、変身前にもサガスモードで普段から携行していることがあり、変身前の状態でサガスナイパーを放つという描写もある。明石は映士にサガスナイパーを渡す際に、錫杖と同様にアシュ化を抑える効果があると話しているが、実際はそのような効果はなく、錫杖を失った後の映士は自らの意志でアシュ化を抑えている。

### その他の装備
聖剣ズバーン
ボウケンレッドが使用する大剣人ズバーンの聖剣モード。ズバーン自身のエネルギーによって切れ味は変化する。最大パワーで敵を斬るゴールデンクラッシュや落下しながら巨大な敵を斬るジャンピング・ジャック・スラッシュ、ズバーンを投げつける聖剣シュートや落下斬りを決めるジャンピングウェイトアタックといった技を使用可能。巨大化時にはアルティメットダイボウケンによる大聖剣斬りや、ボイジャーダイボウケンによるスーパーライディングアドベンチャードライブといった技を使用可能。

## ゴーゴービークル
ボウケンジャーのメンバーが乗り込む巨大作業重機。通常はサージェスミュージアム地下深くの秘密格納庫・ボウケンパーキングに収められており、サージェスのメカニック担当・牧野によって整備・調整・修理が行われている。また、No.1 - No.10のビークルはゴードムエンジンを相手にするとそのパワーを十分に発揮できないというトラブルに見舞われたが、エンジンをネオパラレルエンジンにしたことで問題を克服した。
ガジャとの最終決戦に際して、各ビークルのネオパラレルエンジンの最終リミッターを解除したことによって、各エンジンに搭載したプレシャスでなく、操縦者（ボウケンジャー）の心を原動エネルギーとして稼動できるようになった。
移動用のビークルは存在せず、ボウケンジャーは基本的に自力で移動する。任務で遠征する際はゴーゴービークルを使用することがある。

### No.1 - No.5
ゴーゴートレーラーやダイボウケンへと合体する5機のゴーゴービークル。各マシンがそれぞれのメンバー専用のものであり、異なるメンバーのマシンを直接操縦することはできない。ただし、アルティメットダイボウケンに合体した状態ではあるが、ブラックの代わりにシルバーが操縦したことはある。
ゴーゴーダンプ
ボウケンレッドが搭乗するゴーゴービークル1号機。メインカラーは赤。
ダンプカー型のマシンで2つのベッセル（荷台）の積載機能によりゴーゴーマリンとゴーゴードーザーを現地まで輸送する。このベッセルは土砂運搬や大きなプレシャスを積載・運搬するほか、マニピュレーターアーム（ビッグアームモード）に変形させ物を掴むことも可能。パラレルエンジンによる四輪駆動によって高出力を誇り、一番の破壊力とパワーを持つ。
ダイボウケン・スーパーダイボウケン・アルティメットダイボウケンの頭部、胴体、脚部を構成する。スーパーダイボウケン・アルティメットダイボウケンへの合体時は、頭部を軸としてダイボウケン時と前後が反対になる。
アクセルラー対応キーは「1」。
ゴーゴーフォーミュラ
ボウケンブラックが搭乗するゴーゴービークル2号機。メインカラーは黒。
機動性を重視したレーシングカー型のマシンで、フロントフェンダーを開くことにより、フォーミュラーミサイルを発射することが可能。空力特性に優れた軽量化されたボディは、高い直進安定性と瞬発力を持つ。
ダイボウケンへ合体する際、胸部になる。また、スーパーダイボウケンやアルティメットダイボウケンへ合体する際には背面部となる。
アクセルラー対応キーは「2」。
ゴーゴージャイロ
ボウケンブルーが搭乗するゴーゴービークル3号機。メインカラーは白と青。
オートジャイロ型マシンで、上部に高速連射に優れたバルカン砲を備え、ホバリングによって空中からの攻撃が可能。両翼に可変式ホバーローターを持つVTOLジェットで、特殊ロープでマリンを空輸する。後部の小型陸上探査マシンメットランダー（ダイボウケンのヘルメット部）は単独で活動できるが、劇中でそのような使い方はされなかった。
ダイボウケンへ合体する際、頭部（メットランダー）と背中（ランドセル）になる。また、スーパーダイボウケンへ合体する際はゴーゴーフォーミュラとともに背面部に、アルティメットダイボウケンへ合体する際は腹部に合体する。構造上、ダイボウケンからの単独分離が可能で、戦闘時の戦術オプションの1つとしても運用できる。
アクセルラー対応キーは「3」。
ゴーゴードーザー
ボウケンイエローが搭乗するゴーゴービークル4号機。メインカラーは黄色。
ブルドーザー兼ショベルローダー型のマシン。車体上部に特殊コンクリート弾を射出するキャノン砲を装備する。重いバケットで大量の土砂を掘削し、運搬する。クローラーは不整地走破性に優れており、いかなる悪路をも走行可能。
ダイボウケンやサイレンビルダーに合体する際、右腕になる。また、他のビークルが右腕に合体する際は左足背面に移動する。スーパーダイボウケンやアルティメットダイボウケンへ合体する際は右足前面部に配置となる。
アクセルラー対応キーは「4」。
ゴーゴーマリン
ボウケンピンクが搭乗するゴーゴービークル5号機。メインカラーは白と桃。
潜水艦型のマシンで、艦首に2基のマニピュレーターが付いている。魚雷や高感度ソナーも搭載している。高耐水圧性のボディのため、深海でも活動可能で、海底でのプレシャス探査時に活躍する。後方はベースキャンプの役割も果たす。
ダイボウケンやサイレンビルダーに合体する際、左腕になる。また、他のビークルが左腕に合体する際は右足背面に移動する。スーパーダイボウケンやアルティメットダイボウケンへ合体する際は左足前面部に配置となる。
Task.26では、サイレンビルダーが放ったダブルウォーターシュートの上をダイボウケンから分離したゴーゴーマリンが滑り、敵に体当たりを繰り出すマリンロケットライドを使用した。
アクセルラー対応キーは「5」。
ゴーゴートレーラー
No.1 - 5の5台のゴーゴービークルが合体（トレーラーフォーメーション）した移動形態。他のビークルと違って、サージェスの車両として一般に認知されているため、市街地などにおけるカムフラージュとしての役割も兼ねている。
ゴーゴーフォーミュラとゴーゴージャイロが合体したトラクター部分（牽引車）に、ゴーゴーダンプがゴーゴードーザーとゴーゴーマリンを搭載してトレーラー部分（貨物車）になる。本編内で見られたのはTask.1の冒頭のみ。

### No.6 - No.10
上記のビークルの後に開発されたゴーゴービークル（ゴーゴージェットは他の4機よりも後に開発されている）。どの車輌もパラレルエンジンの出力が軒並み高い。そのため、搭乗者のスーツに加わる負荷も大きく、それに耐えるためにはかなりの訓練が必要となる。また、No.6 - No.10のみでダイタンケンに合体することが可能。後にゴードムエンジンの干渉を防ぐため、ネオパラレルエンジンに換装された。
ゴーゴードリル
ゴーゴービークル6号機のドリル掘削車。メインカラーは橙色。有人操縦時は主にイエローが搭乗する。初出動となったTask.4では、レッドが乗り込んで他の4人を救出に向かった。
轟轟武装とスーパーダイボウケン・アルティメットダイボウケン・ダイタンケンでは右腕を構成する。
先端の大型ドリルと三本一組の小型ドリルで構成されたドリルで本体ドリルの中心軸を秒間300回転することで固い岩盤や永久凍土をも貫いて進むことができ、体当たりのドリルアタックも繰り出す。
アクセルラー対応キーは「6」。
ゴーゴーショベル
ゴーゴービークル7号機のショベルカー。メインカラーは水色。有人操縦時は主にピンクが搭乗する。最も器用で小回りが利くため、直接プレシャスを確保する機会が多い。轟轟武装とスーパーダイボウケン・アルティメットダイボウケン・ダイタンケンでは左腕を構成する。
ショベルアームで物を掴んで投げ飛ばすショベルスイングを使用。
アクセルラー対応キーは「7」。
ゴーゴーミキサー
ゴーゴービークル8号機のミキサー車。メインカラーは緑。有人操縦時は主にブルーが搭乗する。轟轟武装時は左腕、スーパーダイボウケン・アルティメットダイボウケンでは右足（人で言う踝から下）・ダイタンケンでは右脚を構成。
ダイボウケンが投入した砂に超化学骨材や強化セメントを混ぜ合わせて精製したハイパーコンクリートを製造して射出するアジテーションシュートは、ミキサーで作られたリムーブ剤以外では剥がせない。車体前面下部に装備された2門のビーム砲からはミキサービームを発射できる。
アクセルラー対応キーは「8」。
ゴーゴークレーン
ゴーゴービークル9号機のクレーン車。メインカラーは紺色。有人操縦時は主にブラックが搭乗する。轟轟武装時は左腕、スーパーダイボウケン・アルティメットダイボウケンでは左足（人で言う踝から下）・ダイタンケンでは左脚を構成。
伸縮式のブームを伸ばし、ワイヤーの先のフックで捕らえた3000tの重さまでの物体を高所に吊り上げ、弾丸のようにフックを撃ち出すワイヤーフックやクレーンを伸ばして放つクレーンパンチ、フロントバンパー下の2門ビーム砲を駆使する。
アクセルラー対応キーは「9」。
ゴーゴージェット
ゴーゴービークル10号機の高速戦闘機。メインカラーは赤。有人操縦時は主にレッドが搭乗する。10台の中で最も強力なパラレルエンジンを搭載する。アルティメットダイボウケン時は頭部・背面・胸部の装甲、ダイタンケン時は手足以外の胴体部分を構成する。
両翼に1発で最新鋭中型戦闘機を撃破する高い性能と破壊力を持つアルティメットミサイルという強力なミサイルやレーザー砲を装備しており、各ビークルとジョイントできるアームを持ち、遠隔地まで迅速に空輸できる。
アクセルラー対応キーは「0」。
他のビークルと違い、ゴーゴージェットだけは発進プロセスが細かく映像化されており、発進要請があるとパーキング上部の専用格納庫の扉が開き、それと同時にカタパルトレールが地上に伸び、その後地下を通って樹海にある発進口から発進する。発進シーンはCGで描かれており、ボウケンパーキング内のビークルなどもすべてCGで描かれている。

### No.11 - No.13
サイレンビルダーへと合体する3機のゴーゴービークル。上記のビークルのさらに後に災害や凶悪犯罪に対抗するサージェスレスキュー計画用に開発されており、当初からネオパラレルエンジンを搭載している。エイダーとポリス（どちらも後述）は無人であり、ファイヤーに搭乗しているボウケンシルバーからの遠隔操作によって行動する。
ゴーゴーファイヤー
ボウケンシルバーが搭乗するゴーゴービークル11号機。メインカラーは赤。災害救助用に開発された消防車型のマシン。高い耐熱性能を持つ。2本のプロジェットカノンから毎秒最大2000リットルの放水をするダブルウォーターシュートを放つ。ポンプ車、ハシゴ車、化学車など様々な機能を兼ね備え、消防車数台分の消火能力を持つ。
ジャッキと同様の構造になっているのが特徴で、サイレンビルダーへ合体する際はエイダーとポリスが腕に合体するとジャッキの要領で車体上側中央部が上昇、人型へと一気に変形する（ジャッキアップ）。この構造は、合体後も「ジャッキダウン」で胴体部を一気に下降させて敵の攻撃を回避する他、下半身をばねのようにしてジャンプするなどの用途がある。
ゴーゴーチェンジャー対応ナンバーは「11」。
- 玩具ではアクセルラーに対応した合体コマンド音声も発する。

ゴーゴーエイダー
ゴーゴービークル12号機。メインカラーは白。救急車型のマシンで、前輪部が4輪の6輪車であるため走行時の安定性に優れ、負傷者搬送車輌として望ましい構造となっている。応急処置に必要な医薬品を積んでおり、レントゲン、CTスキャン、手術室、MRI完備の検査室などを持つ。軽症の怪我人は現場で治療し、重病人は最寄の病院まで緊急搬送する。さらに浮上移動も可能であり、戦闘時にはポリスと連携し車体前部にあるビーム砲からエネルギー光弾を放つエイダーアタックで敵を攻撃する。
ゴーゴーチェンジャー対応ナンバーは「12」。
ゴーゴーポリス
ゴーゴービークル13号機。メインカラーは白と黒。パトカー型のマシン。エイダー同様浮上移動が可能であり、車輌という枠組みを超えた移動力と運動性を発揮する。車体前部に装備している4門のポリスバルカン、麻痺効力を持つフラッシャービームが武器で、これらを一斉に放つポリスアタックを用いる。小型発信機、GPS機能、最新式のナビゲーションシステムなども搭載している。
ゴーゴーチェンジャー対応ナンバーは「13」。

### No.14 - No.18
ゴーゴーボイジャーおよびダイボイジャーを構成する空中戦用に開発された5機の新型ゴーゴービークル。ボディカラーは紺色と銀に加え、パイロットのパーソナルカラーが機体ごとに用いられている。
合体状態での活動が多かったため、劇中でビークル単体の活躍は5機ともほぼなかった。
ゴーゴーコマンダー
ボウケンレッドが搭乗するゴーゴービークル14号機。空中管制機タイプのマシンで、情報収集能力に優れているため戦況を的確に分析し僚機に指示を出す司令塔の役割を果たす。ダイボイジャー合体時は頭部になる。また、合体時の集合コクピットもこの機体に設けられている。
ゴーゴーキャリアー
ボウケンブラックが搭乗するゴーゴービークル15号機。大型貨物艇タイプのマシンで、全ゴーゴービークルの中で最大のサイズと出力を誇る。車体の全高ほどもある超巨大タイヤを前部中央に1基、後部左右に2基搭載しており、この巨大タイヤは本機の走行のみならずゴーゴーボイジャーおよびダイボイジャーへの合体時においてネオパラレルエンジンのパワーを全身に伝達する駆動輪として機能する。ダイボイジャー合体時は胴体と脚部になる。
ゴーゴーファイター
ボウケンブルーが搭乗するゴーゴービークル16号機。戦闘機タイプのマシンで、ゴーゴージェットおよびアルティメットダイボウケンと同等の飛行速度を持つ。また、なおかつ敏捷性にも優れている上、ゴーゴーボイジャー時の主砲であるボイジャーキャノンを2基搭載しているため火力も高い。ダイボイジャー合体時は両肩になる。
ゴーゴーアタッカー
ボウケンイエローが搭乗するゴーゴービークル17号機。攻撃爆撃機タイプのマシンで、ファイター同様航空戦力として機能する。しかし、こちらは相対的にスピードよりも火力を優先しているため、2基のボイジャーキャノンの他にコクピットブロック上部にも機銃を装備している。ダイボイジャー合体時は胸部アーマーになる。
ゴーゴーローダー
ボウケンピンクが搭乗するゴーゴービークル18号機。ロードローラータイプのマシンで、前部に装備した2基の整地用ローラーにより並みいる障害物を破壊しながら突き進む。ダイボイジャー合体時は両腕になる。
ゴーゴーボイジャー
No.14 - No.18のゴーゴービークルへの分離、そしてダイボイジャーへの合体機能を有する水陸両用タイプの超絶巨艦。戦艦のような巨体に車輪とローラーを備え、陸上・水上・水中を自在に航行可能。平時はこの形態でサージェスの専用ドックに停泊しており、ボウケンジャーの指令により出撃する。基本的には初期メンバー5人が操縦するが、その5人がダイボウケンなどを操縦している際はシルバーがゴーゴーコマンダーの操縦席に乗って単身で操縦する（ロボへの分離、再合体には5人必要）。4つの主砲・ボイジャーキャノンや障害物を破壊するブラストローラーなどをメインの武装とする。
アクセルラー対応キーはないため、「ボイジャー、アンドック」の音声コールを受けて発進する。
当初、No.1 - No.5のビークルとは異なる開発グループによって同時期に開発されていたが、あまりに強大な攻撃力を持つため封印されていた。そのため、本来はパラレルエンジン搭載機であったが、初登場の際に調整不十分ではあるが急遽ネオパラレルエンジンが搭載され、再調整後改めて実戦配備となった。
ガジャとの最後の戦いの半年後、密かに改修されて単独での大気圏突破・宇宙航行が可能になり、明石とさくらとによる宇宙プレシャス探索の冒険に使用されることとなった。後の『獣拳戦隊ゲキレンジャーVSボウケンジャー』では飛行能力を持たないゲキトージャウルフを月まで運んでもいる。
- 元バンダイデザイナーの野中剛によれば、戦艦というモチーフになったのは特撮監督の佛田洋が参加した映画『男たちの大和/YAMATO』の影響を受けたという。また、ロードローラーもモチーフに加えることでゴーゴービークルの建設車両という要素を付与するとともに、子供が持ち上げる必要のない大型電動走行玩具として仕立てる意図もあったと述べている。

### ゴーゴービークルのスペック
| 名称                 | 番号   | 全高   | 全幅   | 全長                                              | 重量     | スピード                              | 出力        |
| -------------------- | ------ | ------ | ------ | ------------------------------------------------- | -------- | ------------------------------------- | ----------- |
| ゴーゴーダンプ       | 1      | 15.1 m | 24.6 m | 30.3 m                                            | 2,100 t  | 380 km/h                              | 800万馬力   |
| ゴーゴーフォーミュラ | 2      | 8.9 m  | 11.3 m | 19.7 m                                            | 350 t    | 500 km/h                              | 100万馬力   |
| ゴーゴージャイロ     | 3      | 6.8 m  | 21.2 m | 12.4 m                                            | 290 t    | マッハ3                               | 100万馬力   |
| ゴーゴードーザー     | 4      | 9.2 m  | 5.9 m  | 13.8 m                                            | 130 t    | 350 km/h                              | 130万馬力   |
| ゴーゴーマリン       | 5      | 7.8 m  | 5.7 m  | 22 m                                              | 130 t    | 150 kt                                | 70万馬力    |
| ゴーゴードリル       | 6      | 9.5 m  | 11.4 m | 31 m                                              | 650 t    | - 360 km/h（地上） - 300 km/h（地中） | 350万馬力   |
| ゴーゴーショベル     | 7      | 13 m   | 11.4 m | - 21.1 m（アーム収納時） - 31.6 m（アーム展開時） | 220 t    | 400 km/h                              | 250万馬力   |
| ゴーゴーミキサー     | 8      | 13 m   | 12.2 m | 26.5 m                                            | 620 t    | 380 km/h                              | 250万馬力   |
| ゴーゴークレーン     | 9      | 14.1 m | 11.4 m | 34.1 m                                            | 710 t    | 320 km/h                              | 350万馬力   |
| ゴーゴージェット     | 10     | 17 m   | 87.6 m | 47.2 m                                            | 2,000 t  | マッハ5                               | 1,000万馬力 |
| ゴーゴーファイヤー   | 11     | 22.1 m | 24.8 m | 45.5 m                                            | 3,000 t  | 380 km/h                              | 1,000万馬力 |
| ゴーゴーエイダー     | 12     | 8m     | 8m     | 20.4 m                                            | 250 t    | 350 km/h                              | 100万馬力   |
| ゴーゴーポリス       | 13     | 7.8 m  | 8.6 m  | 20.8 m                                            | 250 t    | 400 km/h                              | 100万馬力   |
| ゴーゴーコマンダー   | 14     | 9.1 m  | 22.9 m | 21.8 m                                            | 420 t    | マッハ4                               | 270万馬力   |
| ゴーゴーキャリアー   | 15     | 22.2 m | 28 m   | 57.8 m                                            | 5,700 t  | 300 km/h                              | 2,400万馬力 |
| ゴーゴーファイター   | 16     | 8.2 m  | 23.3 m | 25.6 m                                            | 430 t    | マッハ5                               | 280万馬力   |
| ゴーゴーアタッカー   | 17     | 10.8 m | 22 m   | 25 m                                              | 450 t    | マッハ4.5                             | 320万馬力   |
| ゴーゴーローダー     | 18     | 13.1 m | 20.8 m | 28.6 m                                            | 1,500 t  | 400 km/h                              | 730万馬力   |
| ゴーゴートレーラー   |        |        |        | 47.5 m                                            | 3,000 t  | 320 km/h                              | 1,200万馬力 |
| ゴーゴーボイジャー   | 29.2 m | 18 m   | 83.7 m | 8,500 t                                           | 800 km/h | 4,000万馬力                           |             |

## サージェスロボ
総称は各種資料より。『超全集』の放送リストやテレビ朝日公式サイトでは、単に「ロボ」と記載している。

### ダイボウケン
No.1 - No.5の5台のゴーゴービークルがボウケンフォーメーションで轟轟合体したサージェスロボ。身体の各箇所に動力源（パラレルエンジン・ネオパラレルエンジン）が分散されており、5台のパラレルエンジンのパワーを直結して集中・増幅させたダイボウケン・パラレルエンジンを搭載している。また、胸部のパネルからプレシャスの力を取り出し、ダイボウケンの能力に変換することも可能。
ダイボウケンはゴーゴーダンプを中心として腕と頭などが追加される形態をとるため、腕の換装により様々なバリエーションが存在する。
武装した際の腕（ゴーゴードーザーとゴーゴーマリン）が脚部（ゴーゴーダンプのカーゴ）に格納されるため、ダイボウケンのパラレルエンジンは直結したままとなっている。
装備
ゴースコッパー
スコップの形状をした巨大ボウケンアームズ。敵への攻撃やゴーゴーミキサーに土砂を入れることにも使うが、本来は発掘用の道具。しかし、威力は相手をその周りの地面ごとひっくり返してしまうほどで、これを使って掘り返した土砂は敵に当たるとなぜか爆発する。
ゴーピッカー
つるはしの形状をした巨大ボウケンアームズ。ゴースコッパーと同じく、敵への攻撃用にも使うが本来は発掘用の道具。地面に突き立てることで敵に衝撃波をぶつけることもできる。
轟轟剣（）
ゴースコッパーとゴーピッカーが合体した巨大な剣。
『海賊戦隊ゴーカイジャー』ではボウケンジャーの大いなる力として登場している。

必殺技
アドベンチャードライブ
5基のパラレルエンジン（ネオパラレルエンジン）のパワーを全開にして放つ必殺技。全身から発生したエネルギーを轟轟剣に集めて敵を円月斬りする。
フライングアドベンチャードライブ
サイレンビルダーとの合体技。サイレンビルダーのジャッキを利用しジャンプして、空中からアドベンチャードライブを放つ。

轟轟武装
ダイボウケンドリル
ダイボウケンが右腕にゴーゴードリルを轟轟武装（ドリルパワーオン）した形態。必殺技は、6台のパラレルエンジンとダイボウケン・パラレルエンジンの相乗効果で秒間600回転まで上昇させたドリルアームの本体ドリルで敵を貫くマキシマム・ペネトレーション。Task.4で初登場。
ダイボウケンショベル
ダイボウケンが左腕にゴーゴーショベルを轟轟武装（ショベルパワーオン）した形態。必殺技は、ショベルアームで敵に連続パンチを浴びせるショベルナックル。またバケットの厚い装甲を利用したショベルディフェンスで敵の攻撃を防ぐ。Task.5で初登場。
ダイボウケンドリル&ショベル
ダイボウケンが右腕にゴーゴードリル、左腕にゴーゴーショベルを轟轟武装（ドリル・ショベルパワーオン）した形態。轟轟武装の際にボウケンジャーに掛かる負荷は、ダイボウケンドリルおよびダイボウケンショベルの4倍になる。必殺技は、左腕のショベルで敵を掴み上空に放り投げ、右腕の本体ドリルで敵を貫くライジングペネトレーション。Task.6で初登場。
ダイボウケンミキサー
ダイボウケンが左腕にゴーゴーミキサーを轟轟武装（ミキサーパワーオン）した形態。左腕のミキサーの展開したドラムから発射するウォールシュートは、ハイパーコンクリートで敵を瞬時に固めることができる。Task.7で初登場。
ダイボウケンドリル&ミキサー
ダイボウケンが右腕にゴーゴードリル、左腕にゴーゴーミキサーを轟轟武装（ドリル・ミキサーパワーオン）したサージェスロボ。ビームロープ状にハイパーコンクリートを発射可能。必殺技は、左腕のミキサーからウォールシュートを放ち、固めた敵を右腕の本体ドリルで貫くバインドブレイク。Task.8で初登場。Task.10では、大邪竜ザルドの怪力によって両腕を大破させられる事態となった。
ダイボウケンクレーン
ダイボウケンが左腕にゴーゴークレーンが轟轟武装（クレーンパワーオン）した形態。伸縮自在のインフィニティアームとそこから射出するワイヤーフックパンチは、離れた敵への攻撃や捕獲に長ける。Task.28で初登場。
ダイボウケンドリル&クレーン
ダイボウケンが右腕にゴーゴードリル、左腕にゴーゴークレーンを轟轟武装（ドリル・クレーンパワーオン）した形態。必殺技は、左腕のクレーンで周囲に被害が及ばない高さまで敵を吊り上げるインフィニティアームで、振り子のように振った後右腕のドリルで貫くリフトアップストライク。Task.9で初登場。
ダイボウケンショベル&クレーン
Task.10で使用される筈だった（ダイボウケンが右腕にゴーゴーショベル、左腕にゴーゴークレーンを轟轟武装（ショベル・クレーンパワーオン）した）形態。ドリルとミキサーが機能停止した際に打開策として、レッドが提案、実行しようとしたが直後に敵の妨害を受けて失敗した。本来ショベルとクレーンはどちらも左腕に合体する。
ダイボウケンエイダー&ポリス
ダイボウケンが左腕にゴーゴーエイダー、右腕にゴーゴーポリスを轟轟武装（エイダー・ポリスパワーオン）した形態。最大の武器は両腕から放つナックルバルカン。Task.28で使用され、サイレンビルダードーザー&マリンとの同時運用だったことから、ドーザーとマリンは分離させていた。
ダイボウケン バスターモード
ダイボウケンがゴーゴージェットを轟轟武装（ジェットパワーオン）した玩具でのみ合体が可能な劇中未登場のサージェスロボ。機体を折り畳んだジェットがダイボウケンと合体し、頭部を交換することで完成する。ジェットに装備されたアルティメットミサイルを主力にした砲戦形態。

スーパーダイボウケン
Task.11で初登場。ダイボウケンとパラレルエンジンのリミッター解除を行ったNo.6 - No.9のゴーゴービークル4台が、スーパーフォーメーションで超轟轟合体したサージェスロボ。9基のパラレルエンジンを直結させることでダイボウケンの2倍の出力を得る。両足に合体したミキサー・クレーンのタイヤスーパーホイールで地上を高速走行でき、ダイボウケンをはるかに超えるパワーとスピードを持つ。
必殺技は9基のパラレルエンジン（ネオパラレルエンジン）のパワーを全開にした「トップギア・イン」の状態で走行しながら、右腕のドリルと左腕のショベルで敵に強力な超高速連続パンチを与えるダブルアームクラッシュ。
ビークル9台分のエンジンを繋ぐため強力なパワーが出る反面、5人の息を合わさないとエネルギーが暴走して爆発するという危険があると初合体時に語られている。
その他の攻撃技
キャノンボールヘッド
走行しながら固い頭部で敵に頭突きを繰り出す。
ウォールシュート
右足のミキサーから発射するダイボウケンミキサーと同じ技で、 後方の敵の足止めに使用される。

アルティメットダイボウケン
Task.16で初登場。スーパーダイボウケンとゴーゴージェットがアルティメットフォーメーションで究極轟轟合体したサージェスロボ。全ての能力においてスーパーダイボウケンを上回っており、飛行能力も持つ。スーパー戦隊史上初の、10機以上のメカによる合体ロボでもある。ダイボウケンとダイタンケンの状態からでも合体可能。
搭乗は基本的には初期メンバー5人が行なうが、Task.24では菜月1人で搭乗した上に、生身で操縦した。追加戦士であるシルバーはTask.46ではボウケンブラックの代わりを務め、Last Taskでは6人全員で搭乗した。
『獣拳戦隊ゲキレンジャーVSボウケンジャー』でもLast Task同様6人搭乗状態で運用され、月までの単独飛行を行った。
必殺技は10基のパラレルエンジン（ネオパラレルエンジン）のパワーを全開にしたオーバートップギア・インの状態で飛行しながら、鳥のような形をした超強力な5000度の直結したパラレルエンジンの熱エネルギーをブラストミラーから発射するアルティメットブラスター。
圧倒的な能力を持つが苦戦することも多く、レムリアの幻獣との戦闘では右腕のドリルを破壊され戦闘不能になったり、クエスタージェット奪（オーバー）と合体して操られたホムンクルスには攻撃が効かず、逆に大破させられるなど劣勢になることもあった。
その他の攻撃技
バリアブルタイフーン
胸部のローターから発射する人工竜巻で、攻撃を防ぐ。
アルティメットビーム
背中からビームを発射する。
アルティメットキック
空中から放つ強力なキック攻撃。
アルティメットダイボウケンエイダー&ポリス
アルティメットダイボウケンがゴーゴーエイダーとゴーゴーポリスを轟轟武装（エイダー・ポリスパワーオン）したサージェスロボ。戦闘は行わなかった。
「30戦隊大全集 スペシャルファイル」内にて、アルティメットダイボウケンの翼に、ゴーゴーエイダーとゴーゴーポリスを合体させ、半ば無理矢理な12体合体を完成させたこともある。

### ダイタンケン
No.6 - No.10の5台のゴーゴービークルがボウケンフォーメーション2で轟轟合体したサージェスロボ。No.1 - No.13の中で最も強力なパラレルエンジン（ネオパラレルエンジン）を装備したゴーゴージェット（No.10）をコアにしている。劇場版で初登場し、テレビ本編にも2度登場した（Task.40とTask.42）。他の合体ロボとは異なり（1人乗りのサイレンビルダーを除く）、集合コクピットの描写はなく、劇中では単独操縦のみで動かされ、劇場版とTask.40ではボウケンレッド、Task.42ではボウケンブラックが操縦した。
玩具では劇場版公開前から、その存在が明らかとなっていた。
必殺技はミニジェットでもある頭部が分離して、敵を貫くビッグレッドボンバー（劇場版のみの使用）、両腕のペネトレーションドリルショベルナックル、両足のミキサーとクレーンから強力なビーム発射するボウケンフラッシュ。

### サイレンビルダー
No.11 - No.13の3台のゴーゴービークルがサイレンフォーメーションで緊急轟轟合体した災害救助用サージェスロボ。災害救助用の装備も搭載されている。近接攻撃時には連続パンチやジャッキ機構を活かしたアッパー技などを使う格闘戦タイプ。通常はボウケンシルバーが操縦するが、シルバーがオウガによって石化された際には、ボウケンレッドが操縦した。
ダイボウケンとは違い、両腕にゴーゴービークルが轟轟武装される際エイダーとポリスが分離することが特徴。サイレンビルダードリル&ショベルになった際はアルティメットダイボウケンの両腕に装着され、サイレンビルダードーザー&マリンになった際はダイボウケンの両腕に装着された。
Task.48では、プレシャスバンクの爆発に巻き込まれた明石を探している際、ガジャに内蔵されたプレシャスを吸収されてしまい、機能停止に陥る事態となった。
ガジャとの最後の戦いの半年後には、本来のサージェスレスキューの任務に使用される。
必殺技は3基のネオパラレルエンジンのパワーを全開にして両肩と頭部に装備された3本のプロジェットカノンから強力な放水弾を連続発射するトリプルリキッドボンバー、敵に体当たりを繰り出すビルダークラッシュ。
その他の攻撃技
ダブルウォーターシュート
ゴーゴーファイヤーと同じ技。両肩に装備された2本のプロジェットカノンから毎秒4000リットルもの水流を発射する。消火のみならず、攻撃や防御にも使用される。
ナックルバルカン
両拳から光弾を連続発射する。戦車を3秒で蜂の巣にしてしまう。
轟轟武装
サイレンビルダードリル&ショベル
サイレンビルダーがゴーゴードリルとゴーゴーショベルを轟轟武装（ドリル・ショベルパワーオン）した形態。必殺技は、トリプルリキッドボンバーを放ちながら、右腕のドリルと左腕のショベルで敵に連続攻撃を与えるダブルアーム・リキッドボンバー。
サイレンビルダードリル&ミキサー
サイレンビルダーがゴーゴードリルとゴーゴーミキサーを轟轟武装（ドリル・ミキサーパワーオン）した形態。ダイボウケンミキサーと同じく、ウォールシュートを使用可能。
サイレンビルダードーザー&マリン
サイレンビルダーがゴーゴードーザーとゴーゴーマリンを轟轟武装（ドーザー・マリンパワーオン）した形態。ダイボウケンと同様アドベンチャードライブを使用可能。
サイレンビルダークレーン
サイレンビルダーがゴーゴークレーンを轟轟武装（クレーンパワーオン）した形態。ナックルバルカンやワイヤーフックパンチを使用可能。

### ダイボイジャー
ゴーゴーボイジャーが5台のゴーゴービークル（No.14 - No.18）に分離し、ボイジャーフォーメーションで超絶轟轟合体したサージェスロボ。アルティメットダイボウケンをも単体で超えるパワーとスピード（陸上において）を持つ。
合体はアクセルラーからのコマンド入力ではなく、アクセルラーの合体ボタンを押した後、ボウケンドライバーのハンドル中央のホーンを5人同時に押すことで合体する。
装備は両肩と腹部に装備された4つ（3連装12門）のボイジャーキャノン。
必殺技は5基のネオパラレルエンジンのパワーを全開にして放つアドベンチャーダブルスクリュー。胸のタイヤとローラー状の両拳を高速回転させてのハイパーチャージにより発生したエネルギーを両拳に集め、厚さ50メートルのコンクリートも貫く連続スクリューパンチを繰り出す。
ダイボイジャードリル&ショベル
ダイボイジャーがゴーゴードリルとゴーゴーショベルを轟轟武装（ドリル・ショベルパワーオン）した形態。ゴーレムの額に埋め込まれたコントロールプレートシェムの文字のみを一点攻撃するために選択された。ビークル間のサイズ差関係ないシルエットで換装されているが、その点に関するフォローは一切言及されていない。必殺技は、右腕のドリルで敵を貫くドリルアタック。

ボイジャーダイボウケン
ダイボウケンがゴーゴーボイジャーにライディングフォーメーションで搭乗した戦闘形態。
装備はボイジャーキャノンと轟轟剣。
必殺技は10基のパラレルエンジン（ネオパラレルエンジン）のパワーを全開にして放つライディングアドベンチャードライブ。また、ズバーンを使うことでさらに強化版のスーパーライディングアドベンチャードライブも使用可能。
当時市販されたDX版およびミニプラ版でも再現可能だが、サイズのバランスはいずれも劇中と一致していない。

バーニングレジェンドダイボイジャー
轟轟戦隊ボウケンジャーVSスーパー戦隊を参照。

### サージェスロボのスペック
| 名称                               | 全高   | 全幅   | 胸厚    | 重量                                   | スピード    | 出力        |
| ---------------------------------- | ------ | ------ | ------- | -------------------------------------- | ----------- | ----------- |
| ダイボウケン                       | 47 m   | 35.7 m | 21.9 m  | 3,000 t                                | 300 km/h    | 1,200万馬力 |
| ダイボウケンドリル                 | 47 m   | 39 m   | 21.9 m  | 3,650 t                                | 300 km/h    | 1,550万馬力 |
| ダイボウケンショベル               | 47 m   | 41.9 m | 21.9 m  | 3,220 t                                | 300 km/h    | 1,450万馬力 |
| ダイボウケンドリル&ショベル        | 47 m   | 45.5 m | 21.9 m  | 3,870 t                                | 300 km/h    | 1,800万馬力 |
| ダイボウケンミキサー               | 47 m   | 42.8 m | 21.9 m  | 3,620 t                                | 300 km/h    | 1,450万馬力 |
| ダイボウケンドリル&ミキサー        | 47 m   | 45.4 m | 21.9 m  | 4,270 t                                | 300 km/h    | 1,800万馬力 |
| ダイボウケンクレーン               | 47 m   | 42.8 m | 21.9 m  | 3,710 t                                | 300 km/h    | 1,550万馬力 |
| ダイボウケンドリル&クレーン        | 47 m   | 45.4 m | 21.9 m  | 4,360 t                                | 300 km/h    | 1,900万馬力 |
| スーパーダイボウケン               | 52 m   | 45.4 m | 23.7 m  | 5,200 t                                | 500 km/h    | 2,400万馬力 |
| ダイタンケン                       | 49.8 m | 45.4 m |         | 4,200 t                                | 500 km/h    | 2,200万馬力 |
| アルティメットダイボウケン         | 52 m   | 28.6 m | 7,200 t | - 700 km/h（走行） - マッハ3.5（飛行） | 3,400万馬力 |             |
| サイレンビルダー                   | 50 m   | 39 m   | 21.5 m  | 3,500 t                                | 400 km/h    | 1,200万馬力 |
| ダイボイジャー                     | 65.5 m | 62 m   | 22.5 m  | 8,500 t                                | 750 km/h    | 4,000万馬力 |
| バーニングレジェンドダイボイジャー | 71 m   |        |         | 9,200 t                                | 800 km/h    | 6,000万馬力 |